# Berner Sport Club Young Boys 2008-2009
Questa voce raccoglie le informazioni riguardanti il Berner Sport Club Young Boys nelle competizioni ufficiali della stagione 2008-2009.

## Stagione
Nella stagione 2008-2009 lo Young Boys, allenato da Martin Andermatt, Erminio Piserchia e Vladimir Petković, concluse il campionato di Super League al 2º posto. In Coppa Svizzera lo Young Boys perse la finale con il Sion. In Coppa UEFA lo Young Boys fu eliminato al primo turno dal Club Bruges.

## Rosa
| N. |                           | Ruolo | Calciatore          |
| -- | ------------------------- | ----- | ------------------- |
| 1  | Svizzera (bandiera)       | P     | Marco Wölfli        |
| 2  | Tunisia (bandiera)        | D     | Saïf Ghezal         |
| 4  | Svizzera (bandiera)       | D     | Marc Schneider      |
| 5  | Brasile (bandiera)        | D     | Augusto             |
| 6  | Svizzera (bandiera)       | C     | Baykal Kulaksızoğlu |
| 7  | Costa d'Avorio (bandiera) | A     | Seydou Doumbia      |
| 8  | Svizzera (bandiera)       | C     | Alberto Regazzoni   |
| 10 | Costa d'Avorio (bandiera) | C     | Gilles Yapi Yapo    |
| 11 | Costa d'Avorio (bandiera) | C     | Thierry Doubaï      |
| 12 | Argentina (bandiera)      | D     | Miguel Portillo     |
| 13 | Svizzera (bandiera)       | D     | Christian Schwegler |
| 15 | Svizzera (bandiera)       | A     | Thomas Häberli      |

| N. |                           | Ruolo | Calciatore              |
| -- | ------------------------- | ----- | ----------------------- |
| 16 | Svizzera (bandiera)       | C     | Mario Raimondi          |
| 17 | Germania (bandiera)       | D     | Felix Bastians          |
| 18 | Italia (bandiera)         | P     | Paolo Collaviti         |
| 19 | Spagna (bandiera)         | C     | Carlos Varela           |
| 20 | Svizzera (bandiera)       | D     | François Affolter       |
| 21 | Svizzera (bandiera)       | C     | David Degen             |
| 22 | Svizzera (bandiera)       | C     | Xavier Hochstrasser     |
| 26 | Svizzera (bandiera)       | A     | Marco Schneuwly         |
| 27 | Costa d'Avorio (bandiera) | C     | Youssouf Traoré         |
| 28 | Svizzera (bandiera)       | P     | Roman Bürki             |
| 30 | Svizzera (bandiera)       | D     | Patrick Dürig           |
| 32 | Argentina (bandiera)      | C     | Guillermo Ariel Pereyra |

## Organigramma societario
Area tecnica
- Allenatore: Vladimir Petković
- Allenatore in seconda: Erminio Piserchia
- Preparatore dei portieri: Peter Kobel
- Preparatori atletici:

## Calciomercato

### Sessione estiva
| Acquisti | Acquisti         | Acquisti          | Acquisti |
| R.       | Nome             | da                | Modalità |
| -------- | ---------------- | ----------------- | -------- |
| D        | Felix Bastians   | Nottingham Forest |          |
| C        | David Degen      | Basilea           |          |
| A        | Lucien Dénervaud | Bulle             |          |
| A        | Seydou Doumbia   | Tokushima Vortis  |          |
| A        | Eudis            | Zurigo            |          |
| C        | Sven Lüscher     | Kriens            |          |
| D        | Marc Schneider   | San Gallo         |          |

| Cessioni | Cessioni                | Cessioni   | Cessioni |
| R.       | Nome                    | a          | Modalità |
| -------- | ----------------------- | ---------- | -------- |
| A        | Lucien Dénervaud        | Yverdon    |          |
| D        | Aron Liechti            | Bienne     |          |
| A        | Joetex Asamoah Frimpong | Lucerna    |          |
| D        | Kamil Zayatte           | Hull City  |          |
| C        | Erhan Kavak             | Bienne     |          |
| C        | Christian Schneuwly     | Bienne     |          |
| D        | Tiago Calvano           | Duisburg   |          |
| C        | Hakan Yakın             | Al-Gharafa |          |

### Sessione invernale
| Acquisti | Acquisti                | Acquisti        | Acquisti |
| R.       | Nome                    | da              | Modalità |
| -------- | ----------------------- | --------------- | -------- |
| D        | Augusto                 | Mirassol        |          |
| C        | Guillermo Ariel Pereyra | Lokomotiv Mosca |          |

| Cessioni | Cessioni | Cessioni | Cessioni |
| R.       | Nome     | a        | Modalità |
| -------- | -------- | -------- | -------- |
| A        | Eudis    | Servette |          |

## Risultati

### Super League

#### Prima fase, girone di andata
| Arbitro: | Busacca |

|           |           |                        |
| Eudis 19’ | Marcatori | 69’ Perović 88’ Huggel |

| Arbitro: | Bertolini |

|                                     |           |                 |
| Monterrubio 64’ (rig.) Adeshina 79’ | Marcatori | 25’ (aut.) Kali |

| Berna 27 luglio 2008, ore 16:00 CEST 3ª giornata | Young Boys | 0 – 0 referto | Vaduz | Stade de Suisse (12 665 spett.)\| Arbitro: \| Petignat \| |
| Arbitro:                                         | Petignat   |               |       |                                                           |

| Arbitro: | Wermelinger |

|                        |           |            |
| Aegerter 34’ Đurić 83’ | Marcatori | 80’ Ghezal |

| Arbitro: | Bertolini |

|                            |           |           |
| Bastians 41’ Schneuwly 72’ | Marcatori | 23’ Ideye |

| Arbitro: | Laperrière |

|  |           |                                     |
|  | Marcatori | 5’ Schneuwly 46’ Varela 63’ Zayatte |

| Arbitro: | Busacca |

|                                        |           |                                           |
| Schneuwly 5’ Yapi Yapo 31’ Doumbia 87’ | Marcatori | 24’ Rapisarda 84’ (rig.), 90’ (rig.) Ianu |

| Arbitro: | Circhetta |

|              |           |                              |
| Raimondi 43’ | Marcatori | 39’, 90’ Cabanas 65’ Vallori |

| Arbitro: | Rogalla |

|          |           |                          |
| Neri 76’ | Marcatori | 33’ Raimondi 86’ Doumbia |

#### Prima fase, girone di ritorno
| Arbitro: | Kever |

|              |           |                          |
| Gelabert 79’ | Marcatori | 32’ Bastians 70’ Häberli |

| Arbitro: | Circhetta |

|                                                        |           |  |
| Schneuwly 29’, 74’ Schneider 37’ Häberli 72’ Degen 89’ | Marcatori |  |

| Vaduz 26 ottobre 2008, ore 16:00 CEST 12ª giornata | Vaduz      | 0 – 0 referto | Young Boys | Rheinpark (2 510 spett.)\| Arbitro: \| Laperrière \| |
| Arbitro:                                           | Laperrière |               |            |                                                      |

| Arbitro: | Circhetta |

|                         |           |                 |
| Degen 18’ Regazzoni 90’ | Marcatori | 23’, 90’ Hassli |

| Arbitro: | Bertolini |

|                    |           |                                             |
| Coly 81’ Ideye 85’ | Marcatori | 30’, 33’ (rig.) Raimondi 71’ (rig.) Doumbia |

| Arbitro: | Rogalla |

|                                                                                 |           |              |
| Varela 11’ Yapi Yapo 33’ Häberli 51’ Hochstrasser 58’ Schneuwly 89’ Doumbia 90’ | Marcatori | 72’ Frimpong |

| Arbitro: | Kever |

|           |           |            |
| Nushi 14’ | Marcatori | 32’ Varela |

| Arbitro: | Busacca |

|  |           |            |
|  | Marcatori | 34’ Varela |

| Arbitro: | Wermelinger |

|                                     |           |  |
| Varela 38’ Raimondi 54’ Doumbia 89’ | Marcatori |  |

#### Seconda fase, girone di andata
| Arbitro: | Bertolini |

|                                            |           |                           |
| Ghezal 48’ Raimondi 60’ (rig.) Häberli 88’ | Marcatori | 64’ Streller 70’ Derdiyok |

| Arbitro: | Studer |

|                        |           |                                                  |
| Frimpong 11’ Paiva 18’ | Marcatori | 28’ Hochstrasser 79’ (rig.) Raimondi 90’ Doumbia |

| Arbitro: | Rogalla |

|                                     |           |  |
| Schneuwly 14’, 81’ Doumbia 75’, 89’ | Marcatori |  |

| Arbitro: | Circhetta |

|                            |           |                                          |
| Monterrubio 65’ M'Futi 90’ | Marcatori | 7’ Degen 48’ (rig.) Raimondi 69’ Doumbia |

| Arbitro: | Wermelinger |

|                              |           |  |
| Häberli 11’ Doumbia 69’, 77’ | Marcatori |  |

| Arbitro: | Circhetta |

|                                                 |           |                      |
| Nickenig 13’ Schneider 44’ (aut.) Þórðarson 80’ | Marcatori | 61’ (rig.) Yapi Yapo |

| Arbitro: | Laperrière |

|                                                          |           |                           |
| Regazzoni 2’ Doumbia 68’ Raimondi 77’ (rig.), 83’ (rig.) | Marcatori | 40’ Nikçi 58’ (rig.) Abdi |

| Arbitro: | Busacca |

|                        |           |                            |
| Wüthrich 24’ Besle 32’ | Marcatori | 55’, 77’ Häberli 85’ Degen |

| Arbitro: | Circhetta |

|                                  |           |                                              |
| Santos 51’ Zárate 53’ Colina 75’ | Marcatori | 9’ (aut.) Santos 24’ Yapi Yapo 82’ Regazzoni |

#### Seconda fase, girone di ritorno
| Arbitro: | Kever |

|                             |           |             |
| Doumbia 62’, 81’ Ghezal 75’ | Marcatori | 22’ Schultz |

| Berna 23 aprile 2009, ore 19:45 CEST 29ª giornata | Young Boys | 0 – 0 referto | Neuchâtel Xamax | Stade de Suisse (18 899 spett.)\| Arbitro: \| Laperrière \| |
| Arbitro:                                          | Laperrière |               |                 |                                                             |

| Arbitro: | Busacca |

|                                    |           |  |
| Okonkwo 16’ Margairaz 28’ Abdi 72’ | Marcatori |  |

| Arbitro: | Rogalla |

|                                                                                            |           |  |
| Iten 14’ (aut.) Schneuwly 21’ Ghezal 53’ Doumbia 61’ Hochstrasser 66’ Yapi Yapo 88’ (rig.) | Marcatori |  |

| Arbitro: | Studer |

|                     |           |             |
| Raso 25’ Diarra 39’ | Marcatori | 68’ Doumbia |

| Arbitro: | Bertolini |

|                                     |           |                |
| Hochstrasser 27’ (rig.) Doumbia 69’ | Marcatori | 40’ Crettenand |

| Arbitro: | Studer |

|  |           |             |
|  | Marcatori | 50’ Doumbia |

| Arbitro: | Wermelinger |

|                                                      |           |                          |
| Hochstrasser 10’ Regazzoni 60’, 87’ Doumbia 74’, 82’ | Marcatori | 12’ Frimpong 70’ Renggli |

| Arbitro: | Kever |

|  |           |                                        |
|  | Marcatori | 49’ Kulaksızoğlu 73’ Degen 76’ Häberli |

### Coppa Svizzera
| 21 settembre 2008, ore 14:30 CEST Primo turno | Ibach | 0 – 6 | Young Boys |  |

| 29 ottobre 2008, ore 19:00 CET Secondo turno | FC Alle | 0 – 5 | Young Boys |  |

| 10 dicembre 2008, ore 19:00 CET Ottavi di finale | Young Boys | 1 – 0 | Gossau |  |

| 4 marzo 2009, ore 20:15 CET Quarti di finale | Young Boys | 3 – 0 | Grasshoppers |  |

| 16 aprile 2009, ore 20:15 CEST Semifinale    | Young Boys           | ? – ? | Basilea |  |
| \| \| \| \| \| \| Tiri di rigore 3 – 2 \| \| |                      |       |         |  |
|                                              |                      |       |         |  |
|                                              | Tiri di rigore 3 – 2 |       |         |  |

| Arbitro: | Circhetta |

|                                    |           |                                   |
| Obradović 41’ Sarni 51’ Afonso 88’ | Marcatori | 22’ (rig.) Yapi Yapo 37’ Raimondi |

### Coppa UEFA

#### Preliminari
| Arbitro: | Rasmussen |

|                                       |           |            |
| Schneuwly 41’, 77’ Regazzoni 68’, 87’ | Marcatori | 17’ Rudolf |

| Arbitro: | Paniashvili |

|                        |           |                                           |
| Oláh 42’ Omangbemi 73’ | Marcatori | 33’ Schneuwly 56’ Regazzoni 67’ Yapi Yapo |

#### Fase a eliminazione diretta
| Arbitro: | Oriekhov |

|                           |           |                       |
| Schneuwly 16’ Doumbia 88’ | Marcatori | 36’ Sonck 72’ Clement |

| Arbitro: | Balaj |

|                      |           |  |
| Akpala 17’ Sonck 29’ | Marcatori |  |

## Statistiche

### Statistiche di squadra
| Competizione   | Punti | In casa | In casa | In casa | In casa | In casa | In casa | In trasferta | In trasferta | In trasferta | In trasferta | In trasferta | In trasferta | Totale | Totale | Totale | Totale | Totale | Totale | DR  |
| Competizione   | Punti | G       | V       | N       | P       | Gf      | Gs      | G            | V            | N            | P            | Gf           | Gs           | G      | V      | N      | P      | Gf     | Gs     | DR  |
| -------------- | ----- | ------- | ------- | ------- | ------- | ------- | ------- | ------------ | ------------ | ------------ | ------------ | ------------ | ------------ | ------ | ------ | ------ | ------ | ------ | ------ | --- |
| Super League   | 73    | 18      | 12      | 4       | 2       | 53      | 20      | 18           | 10           | 3            | 5            | 32           | 26           | 36     | 22     | 7      | 7      | 85     | 46     | +39 |
| Coppa Svizzera | -     | 3       | 2       | 1       | 0       | 4       | 0       | 3            | 2            | 0            | 1            | 13           | 3            | 6      | 4      | 1      | 1      | 17     | 3      | +14 |
| Coppa UEFA     | -     | 2       | 1       | 1       | 0       | 6       | 3       | 2            | 1            | 0            | 1            | 3            | 4            | 4      | 2      | 1      | 1      | 9      | 7      | +2  |
| Totale         | 73    | 23      | 15      | 6       | 2       | 63      | 23      | 23           | 13           | 3            | 7            | 48           | 33           | 46     | 28     | 9      | 9      | 111    | 56     | +55 |

### Andamento in campionato
| Giornata  | 1 | 2 | 3 | 4 | 5 | 6 | 7 | 8 | 9 | 10 | 11 | 12 | 13 | 14 | 15 | 16 | 17 | 18 | 19 | 20 | 21 | 22 | 23 | 24 | 25 | 26 | 27 | 28 | 29 | 30 | 31 | 32 | 33 | 34 | 35 | 36 |
| --------- | - | - | - | - | - | - | - | - | - | -- | -- | -- | -- | -- | -- | -- | -- | -- | -- | -- | -- | -- | -- | -- | -- | -- | -- | -- | -- | -- | -- | -- | -- | -- | -- | -- |
| Luogo     | C | T | C | T | C | T | C | C | T | T  | C  | T  | C  | T  | C  | T  | T  | C  | C  | T  | C  | T  | C  | T  | C  | T  | T  | C  | C  | T  | C  | T  | C  | T  | C  | T  |
| Risultato | P | P | N | P | V | V | N | P | V | V  | V  | N  | N  | V  | V  | N  | V  | V  | V  | V  | V  | V  | V  | P  | V  | V  | N  | V  | N  | P  | V  | P  | V  | V  | V  | V  |
| Posizione | 6 | 8 | 8 | 8 | 8 | 7 | 6 | 7 | 5 | 5  | 5  | 5  | 5  | 5  | 3  | 4  | 3  | 3  | 3  | 3  | 3  | 3  | 3  | 3  | 3  | 3  | 3  | 3  | 3  | 3  | 3  | 3  | 3  | 3  | 3  | 2  |

Legenda:

Luogo: C = Casa; T = Trasferta. Risultato: V = Vittoria; N = Pareggio; P = Sconfitta.

### Statistiche dei giocatori
| Giocatore       | Super League | Super League | Super League | Super League | Coppa Svizzera | Coppa Svizzera | Coppa Svizzera | Coppa Svizzera | Coppa UEFA | Coppa UEFA | Coppa UEFA  | Coppa UEFA | Totale   | Totale | Totale      | Totale     |
| Giocatore       | Presenze     | Reti         | Ammonizioni  | Espulsioni   | Presenze       | Reti           | Ammonizioni    | Espulsioni     | Presenze   | Reti       | Ammonizioni | Espulsioni | Presenze | Reti   | Ammonizioni | Espulsioni |
| --------------- | ------------ | ------------ | ------------ | ------------ | -------------- | -------------- | -------------- | -------------- | ---------- | ---------- | ----------- | ---------- | -------- | ------ | ----------- | ---------- |
| F. Affolter     | 22           | 0            | 3            | 0            | 0              | 0              | 0              | 0              | 1          | 0          | 1           | 0          | 23       | 0      | 4           | 0          |
| A. Augusto      | 0            | 0            | 0            | 0            | 0              | 0              | 0              | 0              | 0          | 0          | 0           | 0          | 0        | 0      | 0           | 0          |
| F. Bastians     | 21           | 2            | 3            | 0            | 1              | 0              | 1              | 0              | 4          | 0          | 0           | 0          | 26       | 2      | 4           | 0          |
| R. Bürki        | 0            | 0            | 0            | 0            | 0              | 0              | 0              | 0              | 0          | 0          | 0           | 0          | 0        | 0      | 0           | 0          |
| P. Collaviti    | 1            | 0            | 0            | 0            | 0              | 0              | 0              | 0              | 0          | 0          | 0           | 0          | 1        | 0      | 0           | 0          |
| D. Degen        | 19           | 5            | 1            | 1            | 0              | 0              | 0              | 0              | 2          | 0          | 0           | 0          | 21       | 5      | 1           | 1          |
| T. Doubaï       | 0            | 0            | 0            | 0            | 0              | 0              | 0              | 0              | 0          | 0          | 0           | 0          | 0        | 0      | 0           | 0          |
| S. Doumbia      | 32           | 20           | 1            | 0            | 1              | 0              | 1              | 0              | 3          | 1          | 0           | 0          | 36       | 21     | 2           | 0          |
| L. Dénervaud    | 1            | 0            | 0            | 0            | 0              | 0              | 0              | 0              | 0          | 0          | 0           | 0          | 1        | 0      | 0           | 0          |
| P. Dürig        | 0            | 0            | 0            | 0            | 0              | 0              | 0              | 0              | 0          | 0          | 0           | 0          | 0        | 0      | 0           | 0          |
| E. Eudis        | 9            | 1            | 1            | 0            | 0              | 0              | 0              | 0              | 0          | 0          | 0           | 0          | 9        | 1      | 1           | 0          |
| K. Frimpong     | 3            | 0            | 0            | 0            | 0              | 0              | 0              | 0              | 0          | 0          | 0           | 0          | 3        | 0      | 0           | 0          |
| S. Ghezal       | 30           | 4            | 5            | 0            | 1              | 0              | 0              | 0              | 4          | 0          | 0           | 0          | 35       | 4      | 5           | 0          |
| X. Hochstrasser | 31           | 5            | 11           | 0            | 1              | 0              | 0              | 0              | 3          | 0          | 0           | 0          | 35       | 5      | 11          | 0          |
| T. Häberli      | 29           | 8            | 3            | 0            | 1              | 0              | 0              | 0              | 2          | 0          | 0           | 0          | 32       | 8      | 3           | 0          |
| B. Kulaksızoğlu | 16           | 1            | 2            | 1            | 0              | 0              | 0              | 0              | 3          | 0          | 2           | 0          | 19       | 1      | 4           | 1          |
| A. Liechti      | 0            | 0            | 0            | 0            | 0              | 0              | 0              | 0              | 0          | 0          | 0           | 0          | 0        | 0      | 0           | 0          |
| S. Lüscher      | 8            | 0            | 1            | 0            | 0              | 0              | 0              | 0              | 3          | 0          | 0           | 0          | 11       | 0      | 1           | 0          |
| G. Pereyra      | 5            | 0            | 2            | 0            | 0              | 0              | 0              | 0              | 0          | 0          | 0           | 0          | 5        | 0      | 2           | 0          |
| M. Portillo     | 29           | 0            | 5            | 0            | 1              | 0              | 1              | 0              | 4          | 0          | 1           | 0          | 34       | 0      | 7           | 0          |
| M. Raimondi     | 30           | 10           | 4            | 0            | 1              | 1              | 1              | 0              | 3          | 0          | 0           | 0          | 34       | 11     | 5           | 0          |
| A. Regazzoni    | 27           | 5            | 4            | 1            | 1              | 0              | 0              | 0              | 4          | 3          | 0           | 0          | 32       | 8      | 4           | 1          |
| M. Schneider    | 27           | 1            | 1            | 1            | 1              | 0              | 1              | 0              | 3          | 0          | 0           | 0          | 31       | 1      | 2           | 1          |
| M. Schneuwly    | 32           | 9            | 4            | 0            | 1              | 0              | 0              | 0              | 4          | 4          | 1           | 0          | 37       | 13     | 5           | 0          |
| C. Schwegler    | 27           | 0            | 6            | 0            | 1              | 0              | 0              | 0              | 1          | 0          | 1           | 0          | 29       | 0      | 7           | 0          |
| Y. Traoré       | 3            | 0            | 0            | 0            | 0              | 0              | 0              | 0              | 0          | 0          | 0           | 0          | 3        | 0      | 0           | 0          |
| C. Varela       | 27           | 5            | 4            | 1            | 1              | 0              | 1              | 0              | 3          | 0          | 3           | 0          | 31       | 5      | 8           | 1          |
| M. Wölfli       | 35           | 0            | 3            | 0            | 1              | 0              | 0              | 0              | 4          | 0          | 1           | 0          | 40       | 0      | 4           | 0          |
| G. Yapi Yapo    | 32           | 5            | 5            | 0            | 1              | 1              | 1              | 0              | 4          | 1          | 0           | 0          | 37       | 7      | 6           | 0          |
| K. Zayatte      | 6            | 1            | 0            | 0            | 0              | 0              | 0              | 0              | 0          | 0          | 0           | 0          | 6        | 1      | 0           | 0          |